# Bang Bang (песня Риты Оры и Imanbek)
«Bang Bang» — песня английский певицы Риты Оры и казахского музыкального продюсера Imanbek. Она была выпущена 12 февраля 2021 как промосингл из их совместного мини-альбома Bang. В песне присутствует сэмпл композиции Харольда Фальтермайера «Axel F».

## Исполнения
14 февраля 2021 года Ора исполнила песню на 13 сезоне шоу Dancing on Ice. Также она исполнила песню 3 марта 2021 года в Сиднейском оперном театре на «Ночное шоу с Джимми Фэллоном» а через день — на шоу Sunrise. 11 марта 2021 года, после высокоэнергетического набора в Сиднейский фестиваль Марди Гра, песня стала популярной на австралийском радио.
18 марта 2021 Ора выступила на Nova Red Room, включая замедленную версию «Bang Bang», которая была описана станцией как «призрачно красивая версия» 29 августа запись выступления вышла на 10 сезоне шоу The Voice.

## Чарты
| Чарт (2021–2024)                                    | Высшая позиция |
| --------------------------------------------------- | -------------- |
| Беларусь Airplay (TopHit)                           | 191            |
| СНГ (TopHit)                                        | 9              |
| Эстония Airplay (TopHit)                            | 92             |
| Новая Зеландия Hot Singles (RMNZ)                   | 6              |
| Польша (Polish Airplay Top 100)                     | 16             |
| Россия Airplay (TopHit)                             | 7              |
| Украина Airplay (TopHit)                            | 95             |
| Великобритания (OCC UK Singles Downloads)           | 27             |
| США Dance/Electronic Digital Song Sales (Billboard) | 20             |

| Чарт (2021)             | Высшая позиция |
| ----------------------- | -------------- |
| СНГ Airplay (TopHit)    | 13             |
| Россия Airplay (TopHit) | 11             |

| Чарт (2021)             | Позиция |
| ----------------------- | ------- |
| СНГ Airplay (TopHit)    | 89      |
| Россия Airplay (TopHit) | 84      |

| Чарт (2024)              | Позиция |
| ------------------------ | ------- |
| Эстония Airplay (TopHit) | 142     |